# Carlos María Herrera

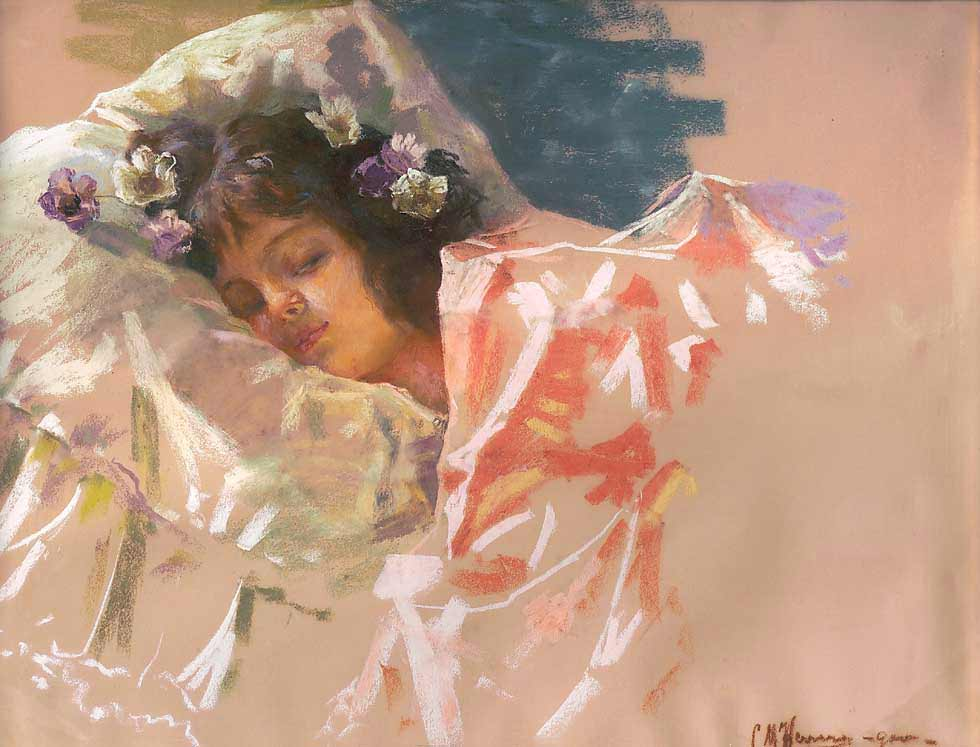
Descansando (1900).

Carlos María Herrera (Montevidéu, 18 de dezembro de 1875 — 1914) foi um pintor uruguaio.

## Biografia
Carlos María Herrera nasceu em Montevidéu em 18 de dezembro de 1875. Começou sua formação artística com o pintor italiano Pedro Queirolo e, em 1895, foi estudar em Buenos Aires na Sociedad de Estímulo de Bellas Artes, sob a orientação de Eduardo Sívori. Em 1898, recebeu uma bolsa de estudos do governo uruguaio e foi para Roma. Após retornar ao Uruguai, ganhou outra bolsa e se mudou para a Espanha, onde passou três anos trabalhando com o renomado pintor Joaquín Sorolla.
Herrera é um dos artistas que simbolizam os primeiros passos do modernismo no Uruguai, sendo influenciado pelo clima cultural da Belle Époque em Montevidéu. Sua pintura é marcada pelo uso expressivo de cores, manchas e pela técnica do impasto. Ele se destacou como mestre no uso do pastel, criando atmosferas sutis e retratos envoltos em mistério, características do refinamento estético da época.
Além de sua produção artística, foi um dos fundadores e o primeiro diretor do Círculo de Fomento das Belas Artes, a única instituição dedicada ao ensino das artes plásticas no Uruguai naquela época. Atuou como jurado internacional na Exposição do Centenário da Argentina em 1910. Em 1961, a Comissão Nacional de Belas Artes do Uruguai organizou uma retrospectiva de sua obra, exibindo 115 de suas criações. Carlos María Herrera faleceu em Montevidéu em 14 de março de 1914.